# Birger Jarls basar
| Birger Jarls basar omkring 1900 (t.v.) och Birger Jarls basar 2010. |  | Birger Jarls basar omkring 1900 (t.v.) och Birger Jarls basar 2010. |
| Birger Jarls basar omkring 1900 (t.v.) och Birger Jarls basar 2010. |  |                                                                     |

Birger Jarls basar är en byggnad i kvarteret Rännilen vid Birger Jarlsgatan 7 på Norrmalm i centrala Stockholm. Husets exteriör har kraftigt förändrats sedan det restes 1884–1887. Fastighetsägare är Hufvudstaden. 

## Historik

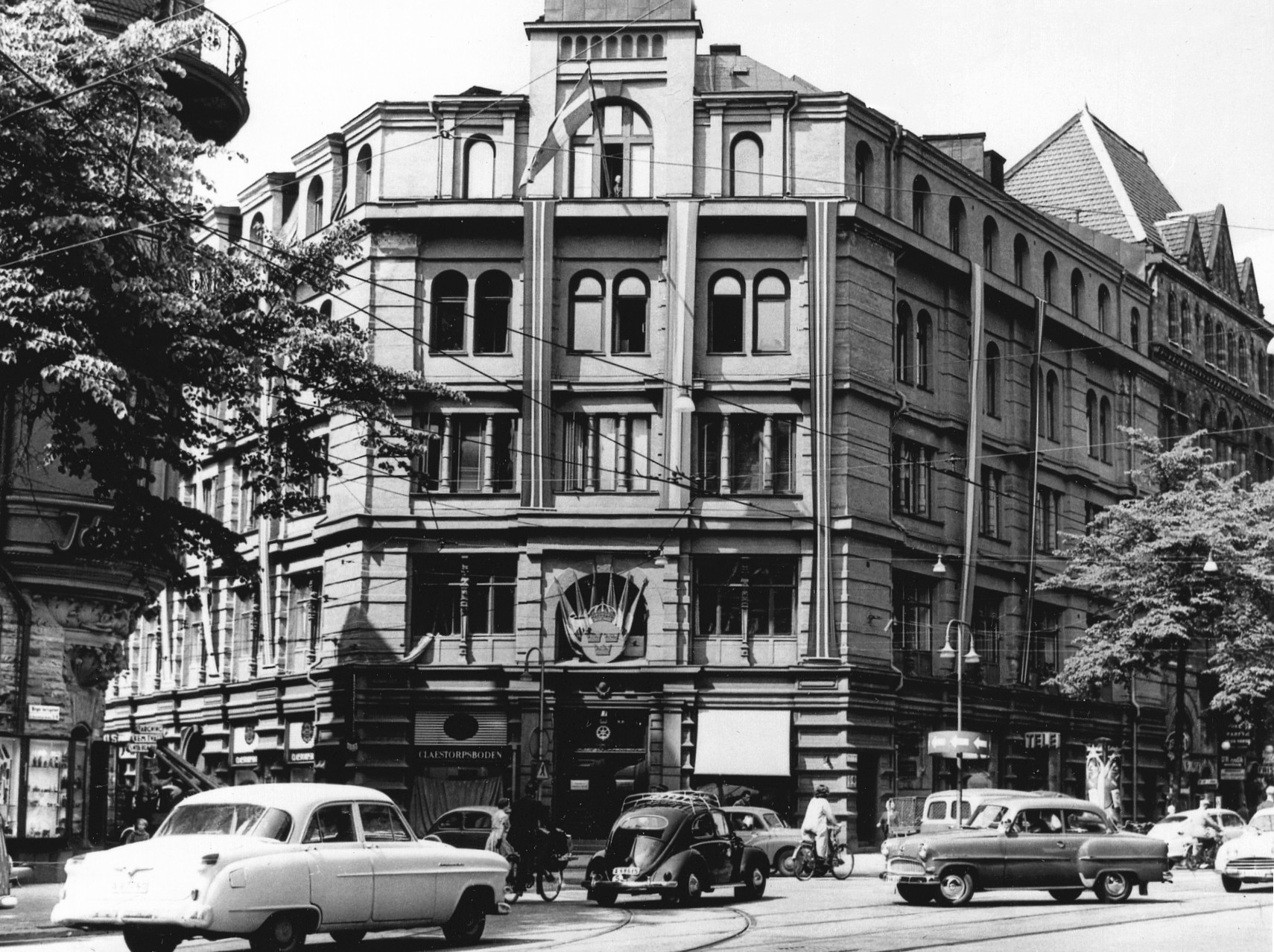
Birger Jarls basar på 1950-talet.

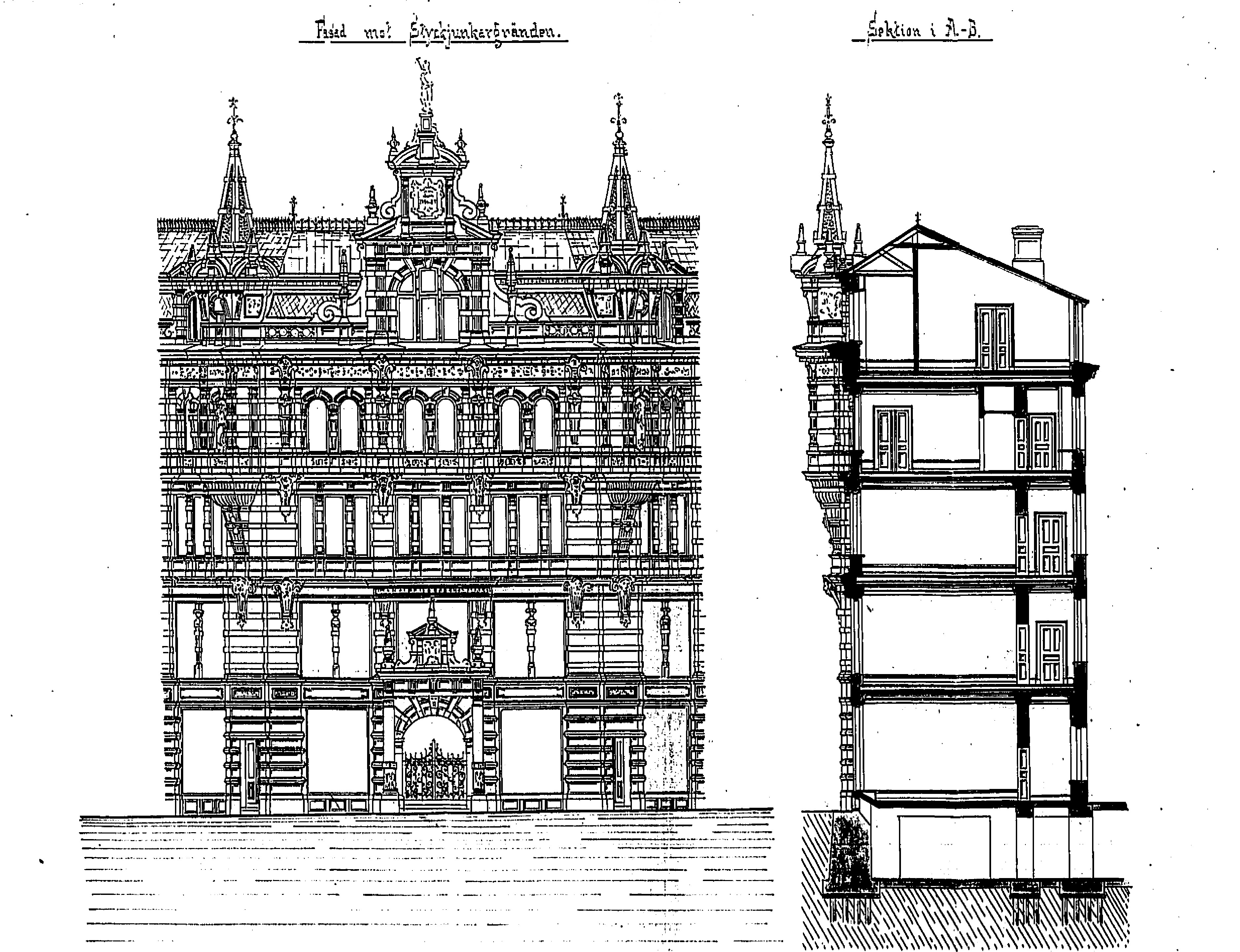
Fasadritning och sektion, 1886.

Byggnaden i kvarteret Rännilen var det första huset vid den nyanlagda Birger Jarlsgatan och ett av Stockholms tidigaste renodlade kontorshus som färdigställdes 1887. Korridorerna förlades mot gården, medan kontoren vette mot gatan. Arkitekten Ernst Haegglund prydde husets exteriör med ett överdådigt hörnparti i tysk senrenässansstil. Gaveln smyckades med en Sankt Eriksmedaljong samt en tre meter hög staty av Birger jarl. Fasaden utfördes i cementputs och gjutjärn, med detaljer av terrakotta och zink, med en rik skulptural artikulering och artikulerande burspråk.
Förutom kontor och basar hyste byggnaden även konstnärsateljéer och en konstsalong. Här hade August Strindberg 1892 sin enda separatutställning i huvudstaden, till svidande kritik. Inte bara Strindberg fick kritik utan även husets arkitekt för sin arkitektur. Under rubriken ”Vår vackraste gata” skrev Aftonbladet bland annat om den nya Birger Jarlsgatan: Hvad som emellertid först och främst ger gatan dess prägel af elegans och förnämhet är naturligtvis dess husrader, eller rättare sagt dess rader av palats […] Undantaget är Birger Jarls basar, ett byggnadsalster, där den stilart, som i den svenska arkitekturens historia kommer att kallas Östermalmsrenässansen, firade sin sista, men också sina vansinnigaste orgier…
Huset byggdes om 1907-1909 för Patentverket. På 1950-talet förenklades fasaden kraftigt och tornen monterades ned. I entréhallen och trapphus kan dock den ursprungliga gestaltningen fortfarande skymtas, liksom i bottenvåningens kraftiga bandrustik. Under senare år har gaveln åter höjts genom en ny påbyggnad. Fastigheten är grönmärkt av Stadsmuseet i Stockholm vilket innebär "särskilt värdefull från historisk, kulturhistorisk, miljömässig eller konstnärlig synpunkt".

## Bilder

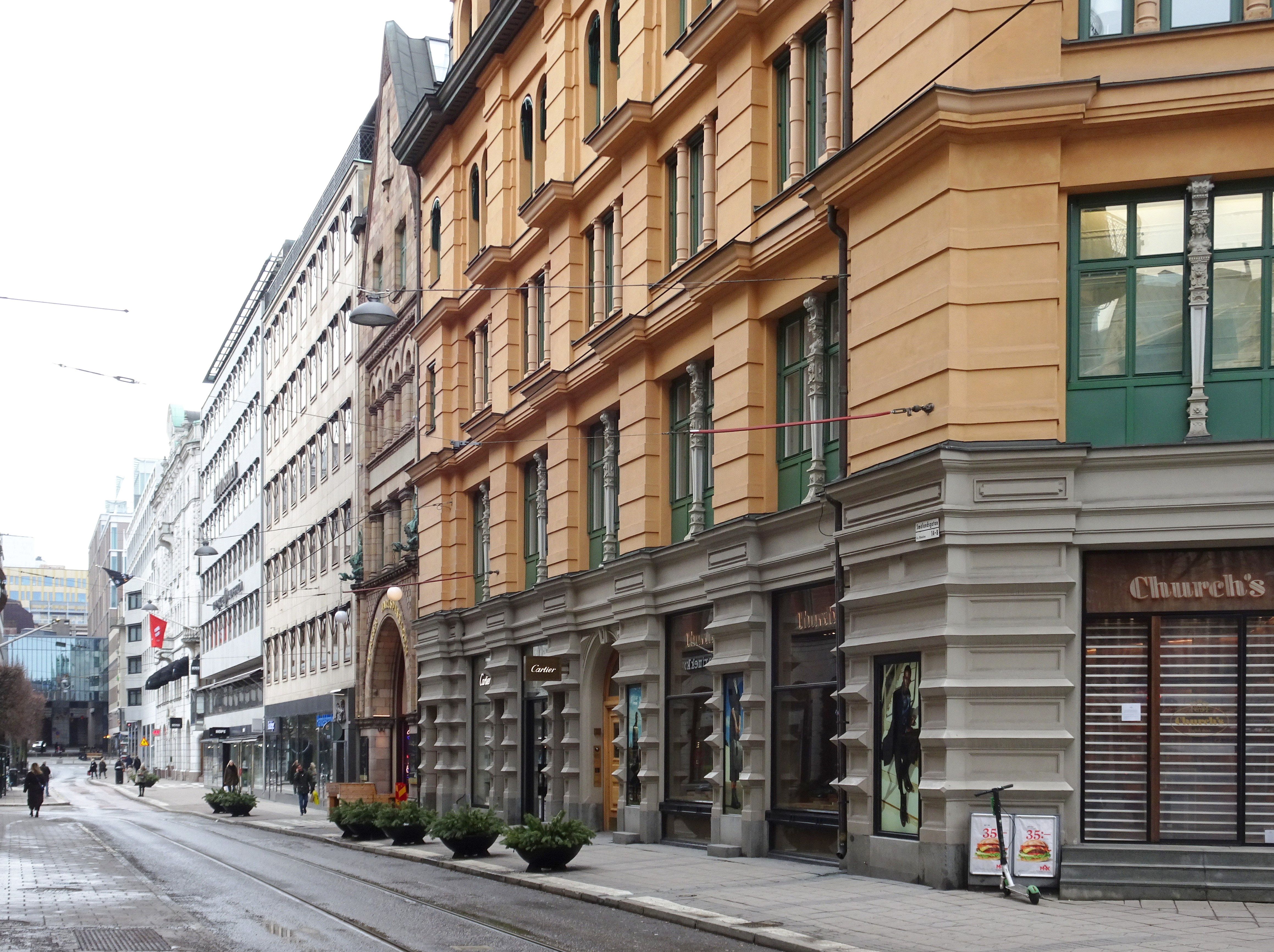
Fasaden mot Smålandsgatan.
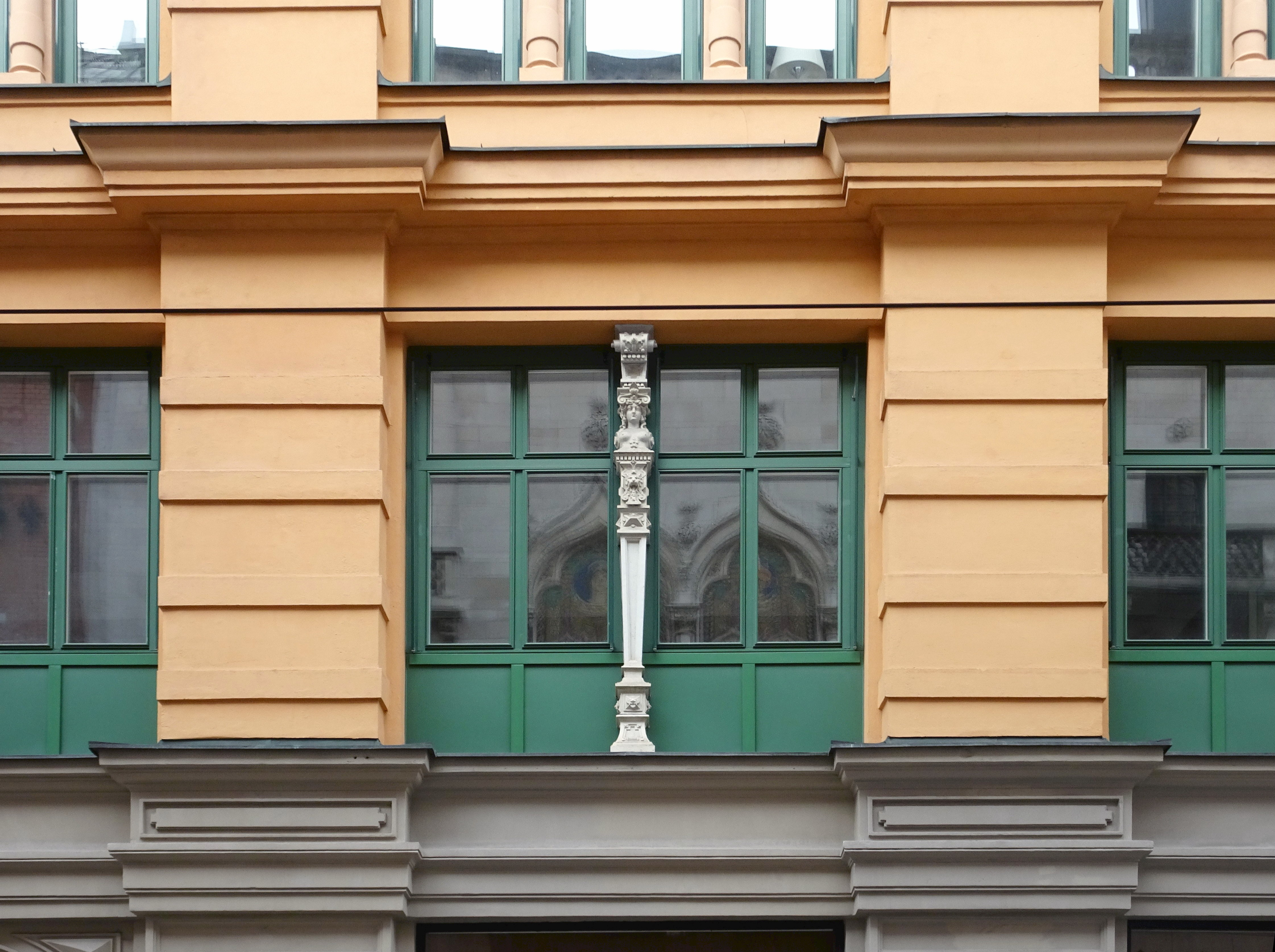
Fasaddetalj.
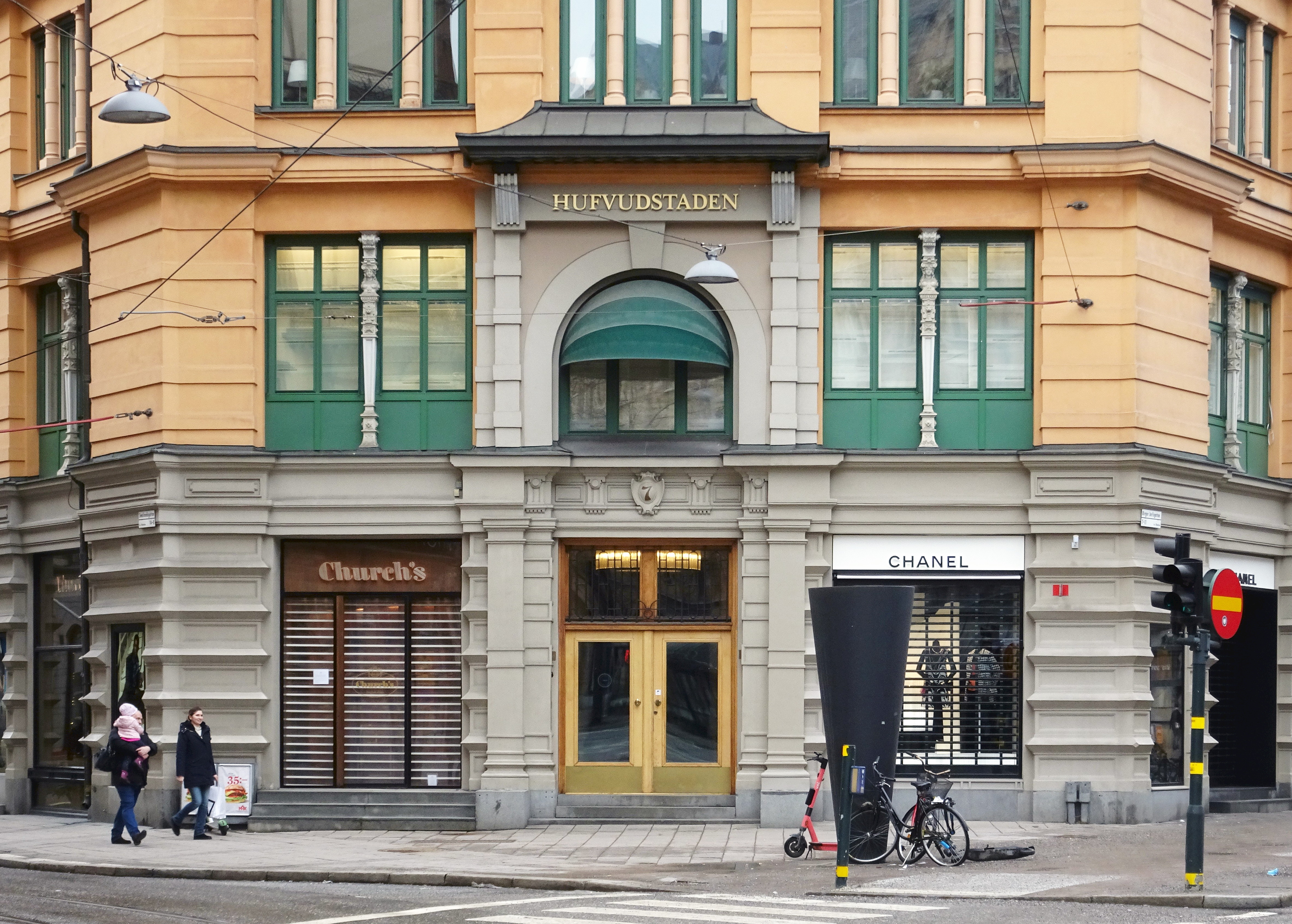
Det avskurna hörnet mot Birger Jarlsgatan.
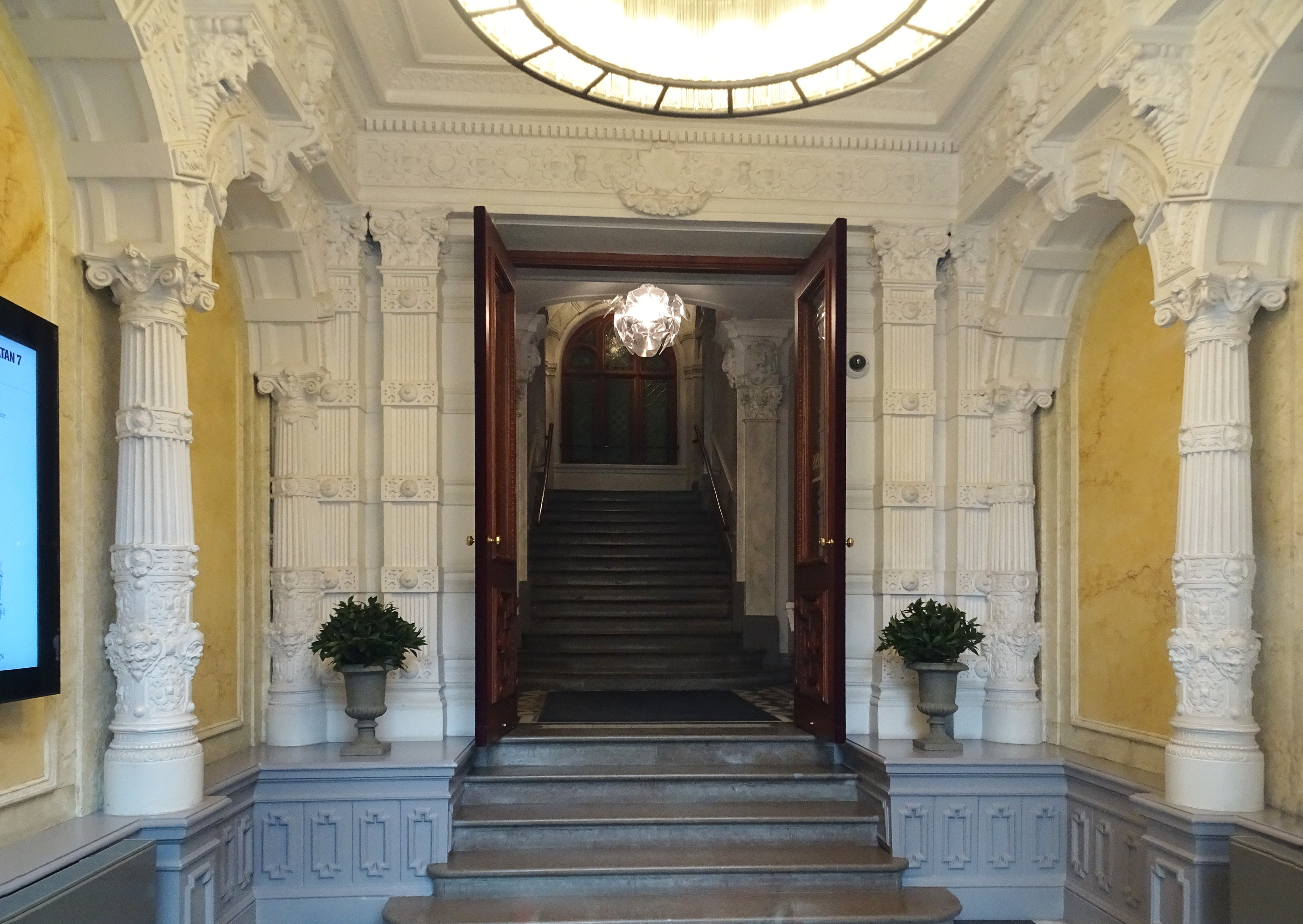
Entréhallen.